# Lars Szöke
Lars Szöke (...) è un batterista svedese.
È noto soprattutto come ex componente del gruppo melodic death metal svedese Hypocrisy, di cui ha fatto parte dal primo disco Penetralia fino a The Arrival, dopo il quale è uscito dalla band ed è stato sostituito da Horgh degli Immortal.
Inoltre è stato batterista del gruppo black metal The Abyss, side project degli Hypocrisy, con cui ha pubblicato i dischi The Other Side e Summon the Beast nel 1995 e nel 1996. Ha fatto anche parte della band thrash metal War, supergruppo che comprendeva anche Tägtgren, IT e All degli Abruptum e Blackmoon dei Dark Funeral, pubblicando l'EP Total War nel 1997. Occasionalmente ha anche lavorato come produttore, lavorando su dischi di Immortal, Rotting Christ e Amon Amarth.

## Discografia

### Con gli Hypocrisy
- 1992 - Penetralia
- 1993 - Osculum Obscenum
- 1994 - The Fourth Dimension
- 1996 - Abducted
- 1997 - The Final Chapter
- 1999 - Hypocrisy
- 2000 - Into the Abyss
- 2002 - Catch 22

### Con i The Abyss

#### Album in studio
- 1995 - The Other Side
- 1996 - Summon the Beast

#### Raccolte
- 2001 - The Other Side/Summon the Beast

### Con gli War

#### Raccolte
- 2001 - We Are...Total War

#### EP
- 1997 - Total War

## Altre apparizioni[5]
- 2000 - Gardenian, Sindustries - chitarra acustica

## Produttore[5]
- 2000 - Hypocrisy, Into the Abyss - produttore
- 2000 - Rotting Christ, Kronos - ingegneria del suono
- 2000 - Borknagar, Quintessence - ingegneria del suono
- 2000 - Gardenian, Sindustries - ingegneria del suono
- 2000 - Amon Amarth, The Crusher - ingegneria del suono
- 2001 - Susperia, Predominance - ingegneria del suono
- 2002 - Susperia, Vindication - ingegneria del suono
- 2002 - Immortal, Sons of Northern Darkness - ingegneria del suono